# Piotr Adamczyk
Piotr Adamczyk (tiếng Ba Lan: [ˈpjɔtr aˈdamt͡ʂɨk]; sinh ngày 21 tháng 3 năm 1972) là một diễn viên người Ba Lan.
Anh đóng vai Karol Wojtyła, người sau này trở thành Giáo hoàng Gioan Phaolô II, trong bộ phim Karol: A Man Who Became Pope và phần tiếp theo của nó là Karol: The Pope, The Man.

## Đầu đời và học vấn
Ngay từ thuở thiếu thời, Adamczyk đã muốn trở thành một diễn viên. Anh đã tham dự nhóm kịch thanh niên Machulski ở Warsaw. Nhờ một học bổng quốc tế, anh được tham dự các hội thảo sân khấu quốc tế ở Anh và Đức. Anh tiếp tục học diễn xuất bằng cách theo học Học viện Sân khấu ở Warsaw. Trong năm học thứ hai, anh đã giành được học bổng từ Quỹ Soros cho phép anh theo học Học viện Kịch nghệ Anh Mỹ trong một năm, nơi anh biểu diễn vở kịch Hamlet để lấy bằng tốt nghiệp.

## Sự nghiệp
Sau khi tốt nghiệp Học viện Sân khấu, Adamczyk được thuê bởi Teatr Współczesny ở Warsaw. Tuy nhiên, sự nghiệp của anh ấy trong lĩnh vực điện ảnh đã phát triển hơn rất nhiều. Vai diễn Stawrogin của anh trong cuốn tiểu thuyết The Possessed của Fyodor Dostoyevsky đã bắt đầu danh sách dài các vai diễn của Piotr. Bước đột phá trong sự nghiệp của anh là vai Frédéric Chopin trong bộ phim Chopin: Desire for Love - và trở thành một ngôi sao người Ba Lan.
Đỉnh cao sự nổi tiếng của anh ấy đã đạt là đến khi anh ấy đóng vai chính của một nhân vật lịch sử Ba Lan khác trong một bộ phim truyền hình Ý gồm hai phần - Karol the Man who became Pope and Karol: The Pope -The Man. Bộ phim đã được xem bởi hàng chục triệu khán giả, và khiến anh nổi tiếng ở Ý, Mỹ Latinh và nhiều nước Công giáo khác.
Adamczyk cũng cố gắng tận dụng sự nổi tiếng của mình ở nước ngoài để biểu diễn tại Nhà hát Sala Uno ở Rome, bằng tiếng Ý. Anh cũng đóng trong bộ phim "Einstein" của Liliana Cavani và trong bộ phim "Second Life" của Bồ Đào Nha.
Năm 2014, Adamczyk, Bartosz Opania và Paweł Domagała đóng vai chính trong bộ phim hài Wkrecrni.
Anh đã tham gia hơn 800 vai diễn trên đài phát thanh và hơn 100 bộ phận sân khấu, truyền hình và điện ảnh. Anh cũng được đánh giá cao nhờ các vai diễn lồng tiếng. Trong các bộ phim hoạt hình anh đã đóng, nổi bật trong số những bộ phim khác, là con hươu cao cổ trong "Madagascar", Zigzag McQueen trong "Cars" và Syndrome trong "The Incredibles".
Anh đã nhận được nhiều giải thưởng danh giá tại Ba Lan. Năm 2011, anh một lần nữa được bình chọn là nam diễn viên Ba Lan được yêu thích nhất.

## Điện ảnh
- The Name of the Rose (2019) (TV) trong vai Severinus của Sant'Emmerano
- Titanium White (2016)
- Ant-Man (2015) trong vai Scott Lang/Ant-Man (lồng tiếng Ba Lan)
- Wkreceni (2014) trong vai Franczesko
- Tajemnica Westerplatte trong vai Thuyền trưởng Mieczysław Słaby
- September Eleven 1683 (2012) trong vai Hoàng đế Leopold I
- Second Life (2009)
- Einstein (2008)
- Testosterone (2007)
- Karol: The Pope, The Man (2006) (TV) trong vai Giáo hoàng Gioan Phaolô II
- Karol: A Man Who Became Pope (2005) (TV) trong vai Karol Wojtyła
- Dziupla Cezara (2004) (TV series) trong vai Cezary 'Cezar' Kubik
- Pensjonat Pod Różą (2004) (TV series) trong vai Dr. Leon Jacek Kakietek
- Na dobre i na złe (1999) (TV series) trong vai Dr. Jerzy Kozerski
- Łowcy skór (2003) trong vai Dr. Andrzej Kwiatkowski (về vụ án " Thợ săn da ")
- Ciało (2003) trong vai Parson
- Wszyscy święci (2002) (TV) trong vai Linh mục trong Jedrzejów
- Kariera Nikosia Dyzmy (2002) trong vai Độc giả người Anh
- Chopin. Pragnienie miłości hay còn gọi là "Chopin: Desire for Love" (2002) trong vai Fryderyk Chopin
- Wrota Europy trong vai Tadeusz Sztyller
- Egzekutor (1999) trong vai bác sĩ
- Our God's Brother [pl] (1997) trong vai Hubert
- Sława i chwała (1997) (TV) trong vai Józef 'Józio' Royski
- Cwal (1996) trong vai Ksawery
- Spellbinder (1995) TV Series trong vai Zander

## Liên kết bên ngoài
- Piotr Adamczyk trên IMDb